# Campionati del mondo di atletica leggera 2023 - 1500 metri piani femminili
La specialità dei 1500 metri piani femminili dei campionati del mondo di atletica leggera 2023 si è svolta tra il 19 e il 22 agosto al Centro nazionale di atletica leggera di Budapest, in Ungheria.

## Podio
| Pos.    | Atleta         | Nazionalità | Tempo   |
| ------- | -------------- | ----------- | ------- |
| Oro     | Faith Kipyegon | Kenya       | 3'54"87 |
| Argento | Diribe Welteji | Etiopia     | 3'55"69 |
| Bronzo  | Sifan Hassan   | Paesi Bassi | 3'56"00 |

## Situazione pre-gara

### Record
Prima di questa competizione, il record del mondo (RM) e il record dei campionati (RC) erano i seguenti.
| Record                | Prestazione | Atleta                   | Data                          | Competizione     |
| --------------------- | ----------- | ------------------------ | ----------------------------- | ---------------- |
| Record mondiale       | 3'49"11     | Faith Kipyegon Kenya     | 2 giugno 2023 Firenze, Italia | Golden Gala 2023 |
| Record dei campionati | 3'51"95     | Sifan Hassan Paesi Bassi | 5 ottobre 2019 Doha, Qatar    | Mondiali 2019    |

### Campionesse in carica
Le campionesse in carica a livello mondiale e olimpico erano:
| Campione | Atleta               | Prestazione | Data                                         | Competizione         |
| -------- | -------------------- | ----------- | -------------------------------------------- | -------------------- |
| Olimpico | Faith Kipyegon Kenya | 3'53"11     | 6 agosto 2021 Tokyo, Giappone                | Giochi olimpici 2021 |
| Mondiale | Faith Kipyegon Kenya | 3'52"96     | 18 luglio 2022 Eugene, Stati Uniti d'America | Mondiali 2022        |

### La stagione
Prima di questa gara, le atlete con le migliori tre prestazioni dell'anno erano:
| Pos. | Atleta                 | Prestazione | Data                            |
| ---- | ---------------------- | ----------- | ------------------------------- |
| 1    | Faith Kipyegon Kenya   | 3'49"11     | 2 giugno 2023 Firenze, Italia   |
| 2    | Gudaf Tsegay Etiopia   | 3'54"03     | 28 maggio 2023 Rabat, Marocco   |
| 3    | Hirut Meshesha Etiopia | 3'54"87     | 16 luglio 2023 Chorzów, Polonia |

## Qualificazione
La misura per qualificarsi automaticamente alla competizione era 4'03"50.

## Programma
Il programma dell'evento, nel fuso locale (UTC+2), era il seguente:
| Data      | Ora   | Round      |
| --------- | ----- | ---------- |
| 19 agosto | 13:15 | Batterie   |
| 20 agosto | 17:05 | Semifinali |
| 22 agosto | 21:30 | Finale     |

## Risultati

### Batterie
Le prime 6 atlete di ogni batteria (Q) si qualificano alle semifinali.
| Class | Batteria | Nome                    | Nazionalità   | Tempo   | Note                                     |
| ----- | -------- | ----------------------- | ------------- | ------- | ---------------------------------------- |
| 1     | 3        | Nelly Chepchirchir      | Kenya         | 4'00"87 | Q                                        |
| 2     | 3        | Sinclaire Johnson       | Stati Uniti   | 4'01"09 | Q,                                       |
| 3     | 3        | Birke Haylom            | Etiopia       | 4'01"12 | Q                                        |
| 4     | 3        | Katie Snowden           | Gran Bretagna | 4'01"15 | Q                                        |
| 5     | 3        | Marta Pérez             | Spagna        | 4'01"41 | Q,                                       |
| 6     | 3        | Linden Hall             | Australia     | 4'01"45 | Q                                        |
| 7     | 3        | Sintayehu Vissa         | Italia        | 4'01"66 | Miglior prestazione personale            |
| 8     | 3        | Sophie O'Sullivan       | Irlanda       | 4'02"15 | Miglior prestazione personale            |
| 9     | 2        | Faith Kipyegon          | Kenya         | 4'02"62 | Q                                        |
| 10    | 2        | Diribe Welteji          | Etiopia       | 4'02"72 | Q                                        |
| 11    | 1        | Sifan Hassan            | Paesi Bassi   | 4'02"92 | Q                                        |
| 12    | 2        | Sarah Healy             | Irlanda       | 4'03"00 | Q                                        |
| 13    | 2        | Gaia Sabbatini          | Italia        | 4'03"04 | Q                                        |
| 14    | 2        | Melissa Courtney-Bryant | Gran Bretagna | 4'03"14 | Q                                        |
| 15    | 4        | Hirut Meshesha          | Etiopia       | 4'03"47 | Q                                        |
| 16    | 1        | Laura Muir              | Gran Bretagna | 4'03"50 | Q                                        |
| 17    | 4        | Jessica Hull            | Australia     | 4'03"50 | Q                                        |
| 18    | 4        | Ciara Mageean           | Irlanda       | 4'03"52 | Q                                        |
| 19    | 4        | Cory McGee              | Stati Uniti   | 4'03"61 | Q                                        |
| 20    | 4        | Adelle Tracey           | Giamaica      | 4'03"67 | Q                                        |
| 21    | 1        | Nikki Hiltz             | Stati Uniti   | 4'03"76 | Q                                        |
| 22    | 4        | Ludovica Cavalli        | Italia        | 4'03"81 | Q                                        |
| 23    | 1        | Edinah Jebitok          | Kenya         | 4'04"09 | Q                                        |
| 24    | 1        | Abbey Caldwell          | Australia     | 4'04"16 | Q                                        |
| 25    | 2        | Esther Guerrero         | Spagna        | 4'04"33 | Q                                        |
| 26    | 1        | Nozomi Tanaka           | Giappone      | 4'04"36 | Q,                                       |
| 27    | 4        | Purity Chepkirui        | Kenya         | 4'04"51 | Miglior prestazione personale            |
| 28    | 1        | Lucia Stafford          | Canada        | 4'05"21 |                                          |
| 29    | 2        | Sofia Thøgersen         | Danimarca     | 4'05"34 |                                          |
| 30    | 1        | Alma Cortes             | Messico       | 4'06"03 | Miglior prestazione personale stagionale |
| 31    | 1        | Claudia Bobocea         | Romania       | 4'06"07 |                                          |
| 32    | 2        | Agathe Guillemot        | Francia       | 4'06"18 |                                          |
| 33    | 2        | Aleksandra Płocińska    | Polonia       | 4'06"39 | Miglior prestazione personale            |
| 34    | 4        | Águada Marqués          | Spagna        | 4'06"41 |                                          |
| 35    | 2        | Hanna Hermansson        | Svezia        | 4'06"42 | Miglior prestazione personale stagionale |
| 36    | 1        | Sofia Ennaoui           | Polonia       | 4'06"47 |                                          |
| 37    | 2        | Salomé Afonso           | Portogallo    | 4'06"55 |                                          |
| 38    | 3        | Kristiina Mäki          | Rep. Ceca     | 4'06"90 |                                          |
| 39    | 1        | Nathalie Blomqvist      | Finlandia     | 4'06"93 | Miglior prestazione personale            |
| 40    | 3        | Simone Plourde          | Canada        | 4'07"04 |                                          |
| 41    | 4        | Kate Current            | Canada        | 4'07"23 | Miglior prestazione personale            |
| 42    | 4        | Martan Pen              | Portogallo    | 4'07"74 |                                          |
| 43    | 4        | Amalie Sæten            | Norvegia      | 4'08"08 | Miglior prestazione personale            |
| 44    | 3        | Eliza Megger            | Polonia       | 4'09"22 |                                          |
| 45    | 1        | Vera Hoffmann           | Lussemburgo   | 4'09"76 |                                          |
| 46    | 3        | Yume Goto               | Giappone      | 4'10"22 |                                          |
| 47    | 4        | Winnie Nanyondo         | Uganda        | 4'10"55 |                                          |
| 48    | 2        | Carina Viljoen          | Sudafrica     | 4'11"02 |                                          |
| 49    | 2        | Lili Anna Vindics-Tóth  | Ungheria      | 4'11"08 | =                                        |
| 50    | 2        | Elise Vanderelst        | Belgio        | 4'11"55 |                                          |
| 51    | 3        | Nguyễn Thị Oanh         | Vietnam       | 4'12"28 | Miglior prestazione personale            |
| 52    | 1        | Jaqueline Weber         | Brasile       | 4'14"46 | Miglior prestazione personale            |
| 53    | 3        | Joceline Wind           | Svizzera      | 4'14"86 |                                          |
| 54    | 1        | Şilan Ayyıldız          | Turchia       | 4'14"96 |                                          |
| 55    | 4        | Fedra Luna              | Argentina     | 4'19"00 |                                          |
|       | 4        | Gresa Bakraçi           | Kosovo        | dnf     |                                          |

### Semifinali
Le prime 6 atlete di ogni semifinale (Q) si qualificano per la finale.
| Class | Batteria | Nome                    | Nazionalità   | Tempo   | Note |
| ----- | -------- | ----------------------- | ------------- | ------- | ---- |
| 1     | 2        | Faith Kipyegon          | Kenya         | 3'55"14 | Q    |
| 2     | 2        | Diribe Welteji          | Etiopia       | 3'55"18 | Q    |
| 3     | 2        | Sifan Hassan            | Paesi Bassi   | 3'55"48 | Q    |
| 4     | 2        | Laura Muir              | Gran Bretagna | 3'56"36 | Q    |
| 5     | 2        | Katie Snowden           | Gran Bretagna | 3'56"72 | Q    |
| 6     | 2        | Jessica Hull            | Australia     | 3'57"85 | Q    |
| 7     | 2        | Adelle Tracey           | Giamaica      | 3'58"77 |      |
| 8     | 2        | Sarah Healy             | Irlanda       | 3'59"68 |      |
| 9     | 2        | Abbey Caldwell          | Australia     | 3'59"79 |      |
| 10    | 2        | Esther Guerrero         | Spagna        | 4'00"13 |      |
| 11    | 2        | Nikki Hiltz             | Stati Uniti   | 4'00"84 |      |
| 12    | 1        | Nelly Chepchirchir      | Kenya         | 4'02"14 | Q    |
| 13    | 1        | Birke Haylom            | Etiopia       | 4'02"46 | Q    |
| 14    | 1        | Ciara Mageean           | Irlanda       | 4'02"70 | Q    |
| 15    | 1        | Cory McGee              | Stati Uniti   | 4'02"71 | Q    |
| 16    | 1        | Melissa Courtney-Bryant | Gran Bretagna | 4'02"79 | Q    |
| 17    | 1        | Ludovica Cavalli        | Italia        | 4'02"83 | Q    |
| 18    | 1        | Marta Pérez             | Spagna        | 4'02"96 |      |
| 19    | 1        | Linden Hall             | Australia     | 4'03"96 |      |
| 20    | 1        | Hirut Meshesha          | Etiopia       | 4'04"27 |      |
| 21    | 1        | Edinah Jebitok          | Kenya         | 4'05"41 |      |
| 22    | 1        | Sinclaire Johnson       | Stati Uniti   | 4'06"39 |      |
| 23    | 1        | Nozomi Tanaka           | Giappone      | 4'06"71 |      |
|       | 2        | Gaia Sabbatini          | Italia        | dnf     |      |

### Finale
La finale si è svolta il 22 agosto alle 21:33.
| Class   | Nome                    | Nazionalità   | Tempo   | Note                          |
| ------- | ----------------------- | ------------- | ------- | ----------------------------- |
| Oro     | Faith Kipyegon          | Kenya         | 3'54"87 |                               |
| Argento | Diribe Welteji          | Etiopia       | 3'55"69 |                               |
| Bronzo  | Sifan Hassan            | Paesi Bassi   | 3'56"00 |                               |
| 4       | Ciara Mageean           | Irlanda       | 3'56"61 |                               |
| 5       | Nelly Chepchirchir      | Kenya         | 3'57"90 | Miglior prestazione personale |
| 6       | Laura Muir              | Gran Bretagna | 3'58"58 |                               |
| 7       | Jessica Hull            | Australia     | 3'59"54 |                               |
| 8       | Katie Snowden           | Gran Bretagna | 3'59"65 |                               |
| 9       | Birke Haylom            | Etiopia       | 4'01"51 |                               |
| 10      | Cory McGee              | Stati Uniti   | 4'01"60 |                               |
| 11      | Ludovica Cavalli        | Italia        | 4'01"84 | Miglior prestazione personale |
| 12      | Melissa Courtney-Bryant | Gran Bretagna | 4'03"31 |                               |